# Adlène Guedioura
Adlène Guedioura (La Roche-sur-Yon, Francia, 12 de noviembre de 1985) es un exfutbolista argelino. Jugaba de centrocampista y desde septiembre de 2024 es entrenador asistente del Al-Arabi S. C. de Catar.

## Trayectoria

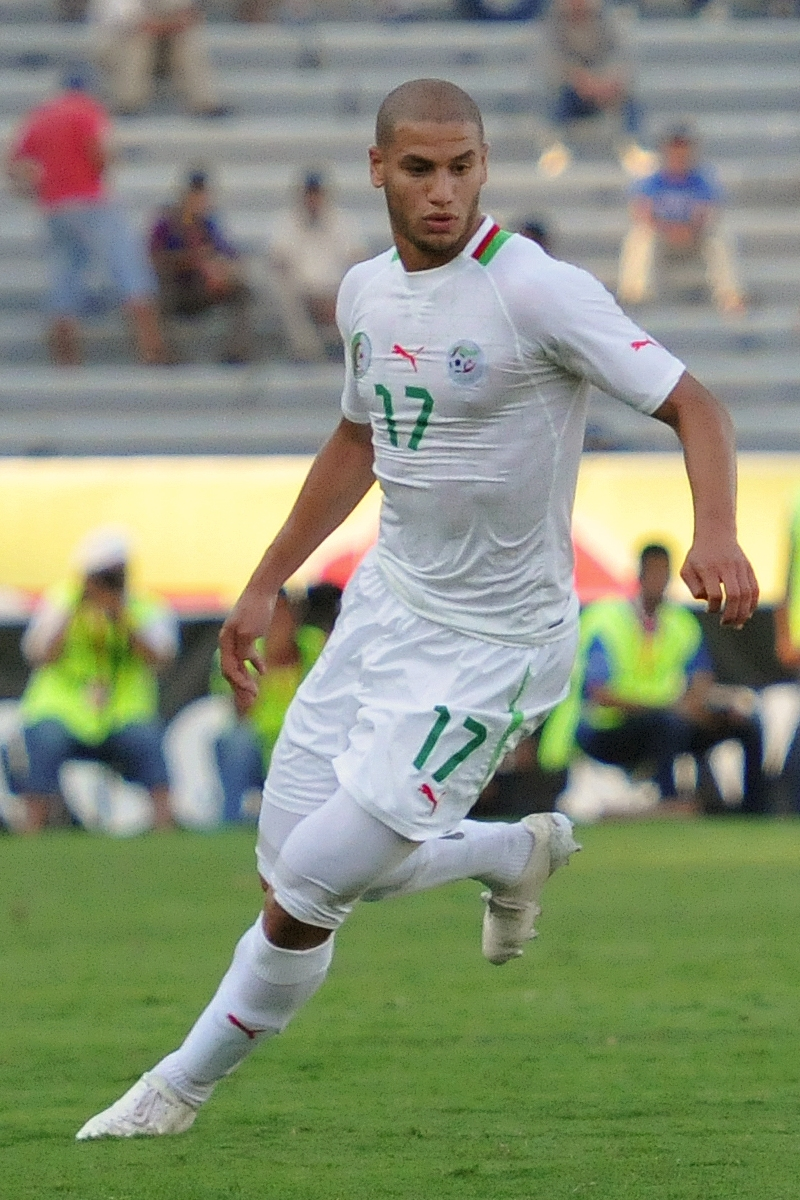
Guedioura jugando para la selección de Argelia en un partido ante Libia - Septiembre de 2012.

### Francia
Adlène es hijo de Nacer Guedioura, un exfutbolista internacional con Argelia y de Enriqueta Soreira Pons, una exbaloncestista española. Empezó a jugar fútbol de manera amateur con el Racing Paris de la quinta división del fútbol de Francia. Su buena performance atrajo la atención del Sedan de la Ligue 2. Firmó finalmente por ellos en 2004. Guedioura no pudo adentrarse en el primer equipo y por ende abandonó el club en 2005 para unirse al Olympique Noisy-le-Sec de la cuarta división. Realizó un total de 15 apariciones anotando un gol. En 2006, fue transferido al L'Entente SSG del tercer nivel. Jugó 21 partidos anotando en 3 ocasiones. Luego se unió al Créteil en 2007, donde anotó 6 goles en 24 partidos.

### Bélgica
Guedioura fue traspasado de la tercera división del fútbol de Francia al fútbol belga en verano de 2008. Su unió al KV Cortrique de la Primera División de Bélgica pero solo disputó 10 encuentros. Estuvo media temporada en el club y se marchó al Royal Charleroi SC en enero de 2009, firmando un contrato de un año y medio. Llegó a ser nombrado capitán del equipo y participó en 25 juegos y anotó un gol.

### Inglaterra

#### Wolverhampton
El 25 de enero de 2010, se anunció el préstamo de Guedioura al Wolverhampton Wanderers de la Premier League inglesa hasta fin de temporada, con opción de compra. A 24 horas de su llegada, debutó con los 'Lobos' en el empate sin goles ante Liverpool. Su primer partido como titular fue en la victoria por la mínima diferencia contra Tottenham, el 10 de febrero. Su primera anotación para el Wolverhampton se produjo en el último encuentro de la temporada frente a Sunderland. Poco después, se confirmó la extensión del contrato de Guedioura por tres años más.
El 26 de septiembre de 2010, se fracturó la tibia tras una disputa del balón con Steve Sidwell del Aston Villa. El 30 de marzo, Guedioura por fin volvió tras seis meses de ausencia, esta vez jugando con las reservas frente al Blackpool. En su regreso jugó los 90 minutos y anotó un gol de 23 metros. El 9 de abril, Guedioura jugó 75 minutos en el primer equipo frente al Everton por la liga. Su segundo gol con los 'Lobos' se produjo el 8 de mayo en la temporada 2010/11 frente al West Bromwich Albion.

#### Nottingham Forest
El 30 de enero de 2012, Guedioura fue cedido al Nottingham Forest hasta el final de la temporada.

## Selección nacional
Jugó una vez con el combinado sub-23 de Argelia. Sin debutar con la selección absoluta, fue, contra todo pronóstico, incluido en la lista preliminar para la Copa Mundial de Fútbol de 2010. Su debut con la selección argelina se produjo el 28 de mayo de 2010 en la derrota por 3-0 frente a Irlanda. Poco después fue confirmado en la escuadra final para el torneo realizado en Sudáfrica. Entró al campo en los tres partidos que su selección jugó: frente a Eslovenia, Inglaterra y Estados Unidos. Sin embargo, Argelia quedó en la última posición del Grupo C. El 3 de septiembre del mismo año, Guedioura empató el partido (1-1) frente a Tanzania por la Clasificación para la Copa Africana de Naciones de 2012. Fue su primera anotación por su selección.

### Participaciones en Copas del Mundo
| Mundial                        | Sede      | Resultado    | Partidos | Goles |
| ------------------------------ | --------- | ------------ | -------- | ----- |
| Copa Mundial de Fútbol de 2010 | Sudáfrica | Primera fase | 3        | 0     |

## Clubes
| Club                          | País       | Año       |
| ----------------------------- | ---------- | --------- |
| C. S. Sedan                   | Francia    | 2004-2005 |
| Olympique Noisy-le-Sec        | Francia    | 2005-2006 |
| L'Entente SSG                 | Francia    | 2006-2007 |
| U. S. Créteil-Lusitanos       | Francia    | 2007-2008 |
| K. V. Cortrique               | Bélgica    | 2008-2009 |
| Royal Charleroi S. C.         | Bélgica    | 2009-2010 |
| Wolverhampton Wanderers F. C. | Inglaterra | 2010-2012 |
| Nottingham Forest F. C.       | Inglaterra | 2012-2013 |
| Crystal Palace F. C.          | Inglaterra | 2013-2014 |
| Watford F. C.                 | Inglaterra | 2014-2017 |
| Middlesbrough F. C.           | Inglaterra | 2017-2018 |
| Nottingham Forest F. C.       | Inglaterra | 2018-2019 |
| Al-Gharafa S. C.              | Catar      | 2019-2021 |
| Sheffield United F. C.        | Inglaterra | 2021-2022 |
| Burton Albion F. C.           | Inglaterra | 2022      |
| Al-Duhail S. C.               | Catar      | 2022      |
| Al-Wakrah S. C.               | Catar      | 2023      |
| CR Belouizdad                 | Argelia    | 2023-2024 |

## Palmarés

### Títulos internacionales
| Título                    | Club (*)             | País   | Año  |
| ------------------------- | -------------------- | ------ | ---- |
| Copa Africana de Naciones | Selección de Argelia | Egipto | 2019 |

(*) Incluyendo la selección.